# Mauvages
Mauvages là một xã trong vùng Grand Est, thuộc tỉnh Meuse, quận Commercy, tổng Gondrecourt-le-Château. Tọa độ địa lý của xã là 48° 35' vĩ độ bắc, 05° 33' kinh độ đông. Mauvages nằm trên độ cao trung bình là 299 mét trên mực nước biển, có điểm thấp nhất là 275 mét và điểm cao nhất là 402 mét. Xã có diện tích 21,11 km², dân số vào thời điểm 1999 là 236 người; mật độ dân số là 11 người/km².

## Thông tin nhân khẩu
| 1962 | 1968 | 1975 | 1982 | 1990 | 1999 |
| ---- | ---- | ---- | ---- | ---- | ---- |
| 283  | 304  | 218  | 191  | 238  | 236  |